# For Unlawful Carnal Knowledge
For Unlawful Carnal Knowledge (también conocido como F.U.C.K., que en castellano se traduciría como "joder"), es el noveno álbum de la banda de hard rock de los Estados Unidos Van Halen, editado en 1991. El título del álbum proviene de su cantante Sammy Hagar, que quiso mostrar lo que es la censura llamando al disco de Van Halen con una vulgaridad. La gira promocional del álbum se llamó F.U.C.K. 'n' Live.

## Lista de canciones
Todas las canciones fueron compuestas por Michael Anthony, Sammy Hagar, Eddie Van Halen y Alex Van Halen.
1. "Poundcake" – 5:22 *
2. "Judgement Day" – 4:41
3. "Spanked" – 4:53
4. "Runaround" – 4:21 *
5. "Pleasure Dome" – 6:57
6. "In 'n' Out" – 6:05
7. "Man on a Mission" – 5:04 *
8. "The Dream Is Over" – 4:00 *
9. "Right Now" – 5:21 *
10. "316" – 1:29
11. "Top of the World" – 3:55 *

```
*: salieron como sencillos.
```

## Miembros

### Banda
- Sammy Hagar - voz
- Eddie Van Halen - guitarra, teclado, taladro (usado en "Poundcake"), coros.
- Michael Anthony - bajo, coros.
- Alex Van Halen - percusión, batería.

### Músicos invitados
- Steve Lukather - coros en "Top of the World"

## Producción
- Productores: Andy Johns, Ted Templeman, Van Halen
- Ingenieros: Lee Herschberg, Andy Johns, Michael Scott, Mike Scott
- Mezcla: Andy Johns, Michael Scott, Ted Templeman
- Dirección de arte: Jeri Heiden
- Fotografía: David Seltzer, Glen Wexler

## Posiciones en listas

### Álbum
Billboard (North America)
| Año  | Lista             | Posición |
| ---- | ----------------- | -------- |
| 1991 | The Billboard 200 | 1        |

### Sencillo
Billboard (North America)
| Año  | Sencillo            | Lista                  | Posición |
| ---- | ------------------- | ---------------------- | -------- |
| 1991 | "Poundcake"         | Mainstream Rock Tracks | 1        |
| 1991 | "Right Now"         | Mainstream Rock Tracks | 2        |
| 1991 | "Runaround"         | Mainstream Rock Tracks | 1        |
| 1991 | "Top of the World"  | Mainstream Rock Tracks | 1        |
| 1991 | "Top of the World"  | The Billboard Hot 100  | 27       |
| 1992 | "Man on a Mission"  | Mainstream Rock Tracks | 21       |
| 1992 | "Right Now"         | The Billboard Hot 100  | 55       |
| 1992 | "The Dream Is Over" | Mainstream Rock Tracks | 7        |

## Premios
Grammy Awards
| Año  | Ganador                       | Categoría                  |
| ---- | ----------------------------- | -------------------------- |
| 1991 | For Unlawful Carnal Knowledge | Best Hard Rock Performance |

- Datos: Q531417